# 碧祥寺博物館
碧祥寺博物館（へきしょうじはくぶつかん）は岩手県和賀郡西和賀町に所在する真宗大谷派本宮山碧祥寺の境内に設けられた博物館。貴重な民俗資料その他を数多く収蔵、展示している。1969年（昭和44年）に開設された。館長は第十四代住職で元沢内村長太田祖電である。太田祖電は命を守る村そして乳児死亡率ゼロ達成や医療費の無料化に踏み切った深沢晟雄村長の下で沢内村教育長として深沢村政を支え
後任の村長として村長を長く務めた。
博物館法の登録博物館である。

## 収蔵・展示資料の概要
資料館は第一～第五の5つあり、国の重要有形民俗文化財に指定されたまるきぶねはじめ、マタギ関連資料、沢内周辺の積雪期用具その他、信仰に関わる資料、民具・生活用具など民俗資料1万数千点を展示する。生活用具のなかで注目すべきものには、ワラビの根やトチの実からデンプンを採取した道具がある。

### 第一資料館
民間信仰・芸能に関する資料、三井家寄贈品、各種の小道具、軍隊遺品、貨幣、白岩焼、時計、蓄音器、衣食住などの生活用具その他を展示している。

### 第二資料館
庫裏をそのまま活用した資料館である。農具・農機・馬具・漁具・台所用品・化石や珍石・タバコ・花巻人形のほか、伝統芸能や医療に関する民俗資料を展示している。

### 第三資料館
雪に関する書籍や日中友好に関する品、写真パネル、外国の人形や鳥獣の剥製などがあり、休憩所を兼ねている。

### 第四資料館
信仰対象としてのヤマノカミ、山中の歩行の際の滑り止めであるカナカンジキ、狩猟具としてのワラダ、ヤリ、タテ、クマトリバサミ、ガバサミ、ヒナワジュウなどマタギ関連資料486点の収蔵庫となっており、重要有形民俗文化財のまるきぶねも展示している。

### 第五資料館
1992年（平成4年）にオープンした。積雪期用具収蔵庫となっており、
1. 衣生活用具
2. 食生活用具
3. 住生活用具
4. 生産生業用具
5. 交通用具
6. 運搬用具
7. 娯楽遊戯用具
8. 信仰儀礼用具

計1,792点が分類のうえ、収蔵・展示されている。

### 奉安殿・本堂
奉安殿も開放されており、そこには、大正天皇が着用した海軍通常礼服、使用した食器、愛用した葉巻煙草、大正天皇嫡母昭憲皇太后がみずから製作した真綿や生糸も展示されている。これは、碧祥寺の檀家のひとりであった小山田繁蔵海軍中将が、明治・大正・昭和3代の侍従武官長をつとめたことにより、大正天皇逝去の際に皇室より下賜されたものである。本堂には、大壁画、写経画、インドやネパールの神像・仏像など仏教関連の資料があり、見学することができる。

## 重要有形民俗文化財
- 沢内のまるきぶね（1964年5月29日指定 交通・運輸）･･･杉材をくり抜いたもので、河川用の丸木舟としては日本で唯一現存する資料。
- マタギの狩猟用具（1978年8月5日指定 生産、生業）･･･486点。秋田県・岩手県を中心に東北地方各地から蒐集したもので、全国的にもほとんど資料が散逸したなかにあってきわめて貴重な資料となっている。
- 沢内及び周辺地域の積雪期用具（1986年3月31日指定 衣食住）

## 所在地・アクセスほか
- 所在地･･･岩手県和賀郡西和賀町沢内太田3-32
- 休館日･･･毎火曜日
- 開館時間･･･AM9：00～PM5：00（12月29日～3月31日冬季休館）
- 入館料･･･大人500円、大学・高校300円、小・中学200円
- アクセス･･･JR北上線ほっとゆだ駅から町民バスで太田下車、徒歩2分